# Sindaci di Bologna
Di seguito l'elenco cronologico dei sindaci di Bologna e delle altre figure apicali equivalenti che si sono succedute nel corso della storia.

## Regno d'Italia (1861-1946)
| Sindaci nominati dal governo (1860-1889)                   | Sindaci nominati dal governo (1860-1889)               | Sindaci nominati dal governo (1860-1889) | Sindaci nominati dal governo (1860-1889) | Sindaci nominati dal governo (1860-1889) | Sindaci nominati dal governo (1860-1889)    | Sindaci nominati dal governo (1860-1889) | Sindaci nominati dal governo (1860-1889) | Sindaci nominati dal governo (1860-1889) |
| Nominativo                                                 | Nominativo                                             | Partito                                  | Partito                                  | Giunta                                   | Giunta                                      | Mandato                                  | Mandato                                  | Elezione                                 |
| Nominativo                                                 | Nominativo                                             | Partito                                  | Partito                                  | Giunta                                   | Giunta                                      | Inizio                                   | Fine                                     | Elezione                                 |
| ---------------------------------------------------------- | ------------------------------------------------------ | ---------------------------------------- | ---------------------------------------- | ---------------------------------------- | ------------------------------------------- | ---------------------------------------- | ---------------------------------------- | ---------------------------------------- |
|                                                            | Luigi Pizzardi                                         |                                          | Destra storica                           |                                          | Destra storica                              | 6 aprile 1860                            | 3 settembre 1861                         | Elezione 1860                            |
|                                                            | Ulisse Cassarini (facente funzioni)                    | ?                                        | ?                                        | 3 settembre 1861                         | Destra storica                              | 15 dicembre 1861                         |                                          | Elezione 1860                            |
|                                                            | Lodovico Berti (Assessore delegato)                    |                                          | Destra storica                           | 15 dicembre 1861                         | Destra storica                              | 11 gennaio 1862                          |                                          | Elezione 1860                            |
|                                                            | Carlo Pepoli                                           |                                          | Sinistra storica                         |                                          | Sinistra storica                            | 11 gennaio 1862                          | 7 maggio 1866                            | Elezione 1860                            |
|                                                            | Gioacchino Napoleone Pepoli                            |                                          | Sinistra storica                         | 7 maggio 1866                            | Sinistra storica                            | 20 maggio 1868                           |                                          | Elezione 1860                            |
|                                                            | Antonio Buratti (Assessore delegato)                   | ?                                        | ?                                        | 20 maggio 1868                           | Sinistra storica                            | 25 luglio 1868                           |                                          | Elezione 1860                            |
|                                                            | Gaspare Bolla (Regio commissario)                      | –                                        | –                                        | –                                        | –                                           | 25 luglio 1868                           | 7 novembre 1868                          | –                                        |
|                                                            | Angelo Minarelli (Primo Consigliere)                   | ?                                        | ?                                        |                                          | Sinistra storica                            | 7 novembre 1868                          | 18 novembre 1868                         | Elezione 1868                            |
|                                                            | Camillo Casarini (Assessore anziano)                   |                                          | Sinistra storica                         | 18 novembre 1868                         | Sinistra storica                            | 6 aprile 1870                            |                                          | Elezione 1868                            |
| Camillo Casarini                                           | 6 aprile 1870                                          | 5 febbraio 1872                          | Sinistra storica                         |                                          | Sinistra storica                            |                                          |                                          | Elezione 1868                            |
|                                                            | Giovanni Luigi Malvezzi de' Medici (Assessore anziano) |                                          | Destra storica                           | 5 febbraio 1872                          | Sinistra storica                            | 21 luglio 1872                           |                                          | Elezione 1868                            |
|                                                            | Filippo Lamponi (Regio commissario)                    | –                                        | –                                        | –                                        | –                                           | 21 luglio 1872                           | 9 novembre 1872                          | –                                        |
|                                                            | Carlo Berti Pichat (Assessore anziano)                 |                                          | Sinistra storica                         |                                          | Destra storica                              | 9 novembre 1872                          | 23 dicembre 1872                         | Elezione 1872                            |
|                                                            | Angelo Marescotti (Assessore anziano)                  |                                          | Destra storica                           | 23 dicembre 1872                         | Destra storica                              | 21 aprile 1873                           |                                          | Elezione 1872                            |
|                                                            | Cesare Albicini (Assessore anziano)                    |                                          | Destra storica                           | 21 aprile 1873                           | Destra storica                              | 23 aprile 1874                           |                                          | Elezione 1872                            |
|                                                            | Gaetano Tacconi (Assessore delegato)                   |                                          | Destra storica                           | 23 aprile 1874                           | Destra storica                              | 3 gennaio 1875                           |                                          | Elezione 1872                            |
| Gaetano Tacconi                                            | 3 gennaio 1875                                         | 26 novembre 1889                         | Destra storica                           |                                          | Destra storica                              |                                          |                                          | Elezione 1872                            |
| Sindaci eletti dal Consiglio comunale (1889-1926)          |                                                        |                                          |                                          |                                          |                                             |                                          |                                          |                                          |
| Nominativo                                                 | Nominativo                                             | Partito                                  | Partito                                  | Giunta                                   | Giunta                                      | Mandato                                  | Mandato                                  | Elezione                                 |
| Nominativo                                                 | Nominativo                                             | Partito                                  | Partito                                  | Giunta                                   | Giunta                                      | Inizio                                   | Fine                                     | Elezione                                 |
|                                                            | Luigi Tanari (Sindaco eletto)                          |                                          | Destra storica                           |                                          | Destra storica                              | 27 novembre 1889                         | 19 dicembre 1889                         | Elezione 1889                            |
|                                                            | Carlo Carli (Assessore anziano)                        |                                          | Sinistra storica                         |                                          | Sinistra storica - Estrema sinistra storica | 20 dicembre 1890                         | 29 marzo 1890                            | Elezione 1889                            |
| Carlo Carli                                                | 29 marzo 1890                                          | 26 febbraio 1891                         | Sinistra storica                         |                                          | Sinistra storica - Estrema sinistra storica |                                          |                                          | Elezione 1889                            |
|                                                            | Camillo Garroni Carbonara (Regio commissario)          | –                                        | –                                        | –                                        | –                                           | 26 febbraio 1891                         | 11 giugno 1891                           | –                                        |
|                                                            | Alberto Dallolio                                       |                                          | Sinistra storica                         |                                          | Sinistra storica                            | 11 giugno 1891                           | 1895                                     | Elezione 1891                            |
|                                                            | Alberto Dallolio                                       | Sinistra storica                         | Sinistra storica                         | 1895                                     | 1 luglio 1902                               | Elezione 1895                            |                                          |                                          |
|                                                            | Ettore Nadalini (Assessore anziano)                    | Sinistra storica                         |                                          | Sinistra storica                         | 1 luglio 1902                               | Elezione 1895                            | 29 settembre 1902                        |                                          |
|                                                            | Giovanni Parisini (Regio commissario)                  | –                                        | –                                        | –                                        | –                                           | 29 settembre 1902                        | 22 dicembre 1902                         | –                                        |
|                                                            | Enrico Golinelli                                       |                                          | Partito Repubblicano Italiano            |                                          | Estrema sinistra storica - PRI - PSI        | 22 dicembre 1902                         | 1 agosto 1904                            | Elezione 1902                            |
|                                                            | Giovanni Bellini (Assessore anziano)                   |                                          | ?                                        | 2 agosto 1904                            | Estrema sinistra storica - PRI - PSI        | 14 agosto 1904                           |                                          | Elezione 1902                            |
|                                                            | Clodoaldo Pericle Crosara (Regio Commissario)          | –                                        | –                                        | –                                        | –                                           | 14 agosto 1904                           | 30 gennaio 1905                          | –                                        |
|                                                            | Giuseppe Tanari                                        |                                          | Destra storica                           |                                          | Destra storica - Sinistra storica           | 30 gennaio 1905                          | 4 luglio 1906                            | Elezione 1905                            |
| Giuseppe Tanari (Assessore anziano)                        | 4 luglio 1906                                          | 28 luglio 1911                           | Destra storica                           |                                          | Destra storica - Sinistra storica           |                                          |                                          | Elezione 1905                            |
|                                                            | Ettore Nadalini                                        |                                          | Sinistra storica                         | 28 luglio 1911                           | Destra storica - Sinistra storica           | 28 dicembre 1913                         |                                          | Elezione 1905                            |
|                                                            | Angelo Blanchi di Roascio (Regio commissario)          | –                                        | –                                        | –                                        | –                                           | 28 dicembre 1913                         | 15 luglio 1914                           | –                                        |
|                                                            | Francesco Zanardi                                      |                                          | Partito Socialista Italiano              |                                          | PSI                                         | 15 luglio 1914                           | 20 ottobre 1919                          | Elezione 1914                            |
|                                                            | Nino Bixio Scota (Assessore anziano)                   |                                          | Partito Socialista Italiano              | 20 ottobre 1919                          | PSI                                         | 20 novembre 1920                         |                                          | Elezione 1914                            |
|                                                            | Enio Gnudi                                             |                                          | Partito Socialista Italiano              |                                          | PSI                                         | 21 novembre 1920                         | 24 novembre 1920                         | Elezione 1920                            |
|                                                            | Vittorio Ferrero (Commissario prefettizio)             | –                                        | –                                        | –                                        | –                                           | 27 novembre 1920                         | 4 marzo 1923                             | –                                        |
|                                                            | Umberto Puppini                                        |                                          | Partito Nazionale Fascista               |                                          | PNF                                         | 4 marzo 1923                             | 25 dicembre 1926                         | Elezione 1923                            |
| Podestà nominati dal governo (1926-1945)                   |                                                        |                                          |                                          |                                          |                                             |                                          |                                          |                                          |
| Nominativo                                                 | Nominativo                                             | Partito                                  | Partito                                  | Partito                                  | Partito                                     | Mandato                                  | Mandato                                  | Elezione                                 |
| Nominativo                                                 | Nominativo                                             | Partito                                  | Partito                                  | Partito                                  | Partito                                     | Inizio                                   | Fine                                     | Elezione                                 |
|                                                            | Leandro Arpinati                                       |                                          | Partito Nazionale Fascista               | Partito Nazionale Fascista               | Partito Nazionale Fascista                  | 26 dicembre 1926                         | 21 settembre 1929                        | –                                        |
|                                                            | Antonio Carranti                                       |                                          | Partito Nazionale Fascista               | Partito Nazionale Fascista               | Partito Nazionale Fascista                  | 22 settembre 1929                        | 24 aprile 1930                           | –                                        |
|                                                            | Giovanni Battista Berardi (Commissario prefettizio)    |                                          | Partito Nazionale Fascista               | Partito Nazionale Fascista               | Partito Nazionale Fascista                  | 29 aprile 1930                           | 9 luglio 1930                            | –                                        |
| Giovanni Battista Berardi                                  | 10 luglio 1930                                         | 28 settembre 1933                        | Partito Nazionale Fascista               | Partito Nazionale Fascista               | Partito Nazionale Fascista                  |                                          |                                          | –                                        |
|                                                            | Angelo Manaresi                                        |                                          | Partito Nazionale Fascista               | Partito Nazionale Fascista               | Partito Nazionale Fascista                  | 28 settembre 1933                        | 17 agosto 1935                           | –                                        |
|                                                            | Renato Pascucci (Commissario prefettizio)              |                                          | Partito Nazionale Fascista               | Partito Nazionale Fascista               | Partito Nazionale Fascista                  | 17 agosto 1935                           | 9 luglio 1936                            | –                                        |
|                                                            | Cesare Colliva                                         |                                          | Partito Nazionale Fascista               | Partito Nazionale Fascista               | Partito Nazionale Fascista                  | 10 luglio 1936                           | 15 settembre 1939                        | –                                        |
|                                                            | Luciano Di Castri (Commissario prefettizio)            |                                          | Partito Nazionale Fascista               | Partito Nazionale Fascista               | Partito Nazionale Fascista                  | 16 settembre 1939                        | 22 novembre 1939                         | –                                        |
|                                                            | Enzo Ferné                                             |                                          | Partito Nazionale Fascista               | Partito Nazionale Fascista               | Partito Nazionale Fascista                  | 23 novembre 1939                         | 26 agosto 1943                           | –                                        |
|                                                            | Stefano Vici (Commissario prefettizio)                 |                                          | Partito Nazionale Fascista               | Partito Nazionale Fascista               | Partito Nazionale Fascista                  | 27 agosto 1943                           | 17 settembre 1943                        | –                                        |
|                                                            | Mario Agnoli (Commissario prefettizio)                 |                                          | Partito Fascista Repubblicano            | Partito Fascista Repubblicano            | Partito Fascista Repubblicano               | 18 settembre 1943                        | 12 febbraio 1944                         | –                                        |
| Mario Agnoli                                               | 12 febbraio 1944                                       | 20 aprile 1945                           | Partito Fascista Repubblicano            | Partito Fascista Repubblicano            | Partito Fascista Repubblicano               |                                          |                                          | –                                        |
| Sindaci del periodo costituzionale transitorio (1945-1946) |                                                        |                                          |                                          |                                          |                                             |                                          |                                          |                                          |
| Nominativo                                                 | Nominativo                                             | Partito                                  | Partito                                  | Giunta                                   | Giunta                                      | Mandato                                  | Mandato                                  | Elezione                                 |
| Nominativo                                                 | Nominativo                                             | Partito                                  | Partito                                  | Giunta                                   | Giunta                                      | Inizio                                   | Fine                                     | Elezione                                 |
|                                                            | Giuseppe Dozza                                         |                                          | Partito Comunista Italiano               |                                          | PCI-PSI-DC-PRI-PLI-Pd'A                     | 21 aprile 1945                           | 24 marzo 1946                            | –                                        |

## Repubblica italiana (dal 1946)
| Sindaci eletti dal Consiglio comunale (1946-1995)    | Sindaci eletti dal Consiglio comunale (1946-1995) | Sindaci eletti dal Consiglio comunale (1946-1995) | Sindaci eletti dal Consiglio comunale (1946-1995) | Sindaci eletti dal Consiglio comunale (1946-1995) | Sindaci eletti dal Consiglio comunale (1946-1995) | Sindaci eletti dal Consiglio comunale (1946-1995) | Sindaci eletti dal Consiglio comunale (1946-1995) | Sindaci eletti dal Consiglio comunale (1946-1995) |
| Nominativo                                           | Nominativo                                        | Partito                                           | Partito                                           | Giunta                                            | Giunta                                            | Mandato                                           | Mandato                                           | Elezione                                          |
| Nominativo                                           | Nominativo                                        | Partito                                           | Partito                                           | Giunta                                            | Giunta                                            | Inizio                                            | Fine                                              | Elezione                                          |
| ---------------------------------------------------- | ------------------------------------------------- | ------------------------------------------------- | ------------------------------------------------- | ------------------------------------------------- | ------------------------------------------------- | ------------------------------------------------- | ------------------------------------------------- | ------------------------------------------------- |
|                                                      | Giuseppe Dozza                                    |                                                   | Partito Comunista Italiano                        |                                                   | PCI-PSI                                           | 9 aprile 1946                                     | 27 maggio 1951                                    | Elezione 1946                                     |
|                                                      | Giuseppe Dozza                                    | PCI-PSI                                           | Partito Comunista Italiano                        | 19 giugno 1951                                    | 27 maggio 1956                                    | Elezione 1951                                     |                                                   |                                                   |
|                                                      | Giuseppe Dozza                                    | PCI-PSI                                           | Partito Comunista Italiano                        | 30 giugno 1956                                    | 6 novembre 1960                                   | Elezione 1956                                     |                                                   |                                                   |
|                                                      | Giuseppe Dozza                                    | PCI-PSI                                           | Partito Comunista Italiano                        | 7 dicembre 1960                                   | 22 novembre 1964                                  | Elezione 1960                                     |                                                   |                                                   |
|                                                      | Giuseppe Dozza                                    | PCI-PSI                                           | Partito Comunista Italiano                        | 6 febbraio 1965                                   | 2 aprile 1966                                     | Elezione 1965                                     |                                                   |                                                   |
|                                                      | Guido Fanti                                       | PCI-PSI                                           |                                                   | Partito Comunista Italiano                        | 2 aprile 1966                                     | Elezione 1965                                     | 29 luglio 1970                                    |                                                   |
|                                                      | Renato Zangheri                                   |                                                   | Partito Comunista Italiano                        |                                                   | PCI-PSIUP-PSI                                     | 29 luglio 1970                                    | 23 luglio 1975                                    | Elezione 1970                                     |
|                                                      | Renato Zangheri                                   | PCI-PSI                                           | Partito Comunista Italiano                        | 23 luglio 1975                                    | 23 luglio 1980                                    | Elezione 1975                                     |                                                   |                                                   |
|                                                      | Renato Zangheri                                   | PCI-PSI                                           | Partito Comunista Italiano                        | 23 luglio 1980                                    | 29 aprile 1983                                    | Elezione 1980                                     |                                                   |                                                   |
|                                                      | Renzo Imbeni                                      | PCI-PSI                                           |                                                   | Partito Comunista Italiano                        | 29 aprile 1983                                    | Elezione 1980                                     | 24 luglio 1985                                    |                                                   |
|                                                      | Renzo Imbeni                                      | PCI                                               | 24 luglio 1985                                    | Partito Comunista Italiano                        | 18 ottobre 1986                                   | Elezione 1985                                     |                                                   |                                                   |
|                                                      | Renzo Imbeni                                      | PCI-PSI                                           | 18 ottobre 1986                                   | Partito Comunista Italiano                        | 13 giugno 1989                                    | Elezione 1985                                     |                                                   |                                                   |
|                                                      | Renzo Imbeni                                      | PCI                                               | 13 giugno 1989                                    | Partito Comunista Italiano                        | 16 luglio 1990                                    | Elezione 1985                                     |                                                   |                                                   |
|                                                      | Renzo Imbeni                                      | PCI/PDS-PSI-PSDI                                  | 16 luglio 1990                                    | Partito Comunista Italiano                        | 27 febbraio 1993                                  | Elezione 1990                                     |                                                   |                                                   |
|                                                      | Walter Vitali                                     | PCI/PDS-PSI-PSDI                                  |                                                   | Partito Democratico della Sinistra                | 27 febbraio 1993                                  | Elezione 1990                                     | 23 aprile 1995                                    |                                                   |
| Sindaci eletti direttamente dai cittadini (dal 1995) |                                                   |                                                   |                                                   |                                                   |                                                   |                                                   |                                                   |                                                   |
| Nominativo                                           | Nominativo                                        | Partito                                           | Partito                                           | Coalizione                                        | Coalizione                                        | Mandato                                           | Mandato                                           | Elezione                                          |
| Nominativo                                           | Nominativo                                        | Partito                                           | Partito                                           | Coalizione                                        | Coalizione                                        | Inizio                                            | Fine                                              | Elezione                                          |
|                                                      | Walter Vitali                                     |                                                   | Partito Democratico della Sinistra                |                                                   | PDS-PPI-FdV                                       | 23 aprile 1995                                    | 27 giugno 1999                                    | Elezione 1995                                     |
|                                                      | Giorgio Guazzaloca                                |                                                   | Indipendente                                      |                                                   | FI-AN-L. civiche                                  | 30 giugno 1999                                    | 24 giugno 2004                                    | Elezione 1999                                     |
|                                                      | Sergio Cofferati                                  |                                                   | Democratici di Sinistra                           |                                                   | DS-DL-SDI-FdV-PRC-IdV                             | 24 giugno 2004                                    | 21 giugno 2009                                    | Elezione 2004                                     |
|                                                      | Flavio Delbono                                    |                                                   | Partito Democratico                               |                                                   | PD-IdV-FdS-PSI-SD                                 | 25 giugno 2009                                    | 17 febbraio 2010                                  | Elezione 2009                                     |
|                                                      | Annamaria Cancellieri (Commissario prefettizio)   | –                                                 | –                                                 | –                                                 | –                                                 | 17 febbraio 2010                                  | 24 maggio 2011                                    | –                                                 |
|                                                      | Virginio Merola                                   |                                                   | Partito Democratico                               |                                                   | PD-SEL-IdV                                        | 24 maggio 2011                                    | 21 giugno 2016                                    | Elezione 2011                                     |
|                                                      | Virginio Merola                                   | PD-L. civiche                                     | Partito Democratico                               | 21 giugno 2016                                    | 11 ottobre 2021                                   | Elezione 2016                                     |                                                   |                                                   |
|                                                      | Matteo Lepore                                     |                                                   | Partito Democratico                               |                                                   | PD-M5S-EV-L. civiche                              | 11 ottobre 2021                                   | in carica                                         | Elezione 2021                                     |